# GO fish
『GO fish』（ゴー・フィッシュ、原題：Go Fish）は、1994年に公開されたアメリカ合衆国の映画。レズビアンをテーマにしたインディペンデント映画であり、ローズ・トローシュの長編映画監督デビュー作。脚本はトローシュとグィネヴィア・ターナーが共同執筆した。1994年のサンダンス映画祭で初公開。第44回ベルリン国際映画祭テディ賞受賞作。

## キャスト
- マックス：グィネヴィア・ターナー
- イーライ：V・S・ブローディ
- キア：T・ウェンディ・マクミラン
- ダリア：アナスタシア・シャープ
- イービー：ミグダリア・メレンデス

## 受賞

### 1994年度
- ベルリン国際映画祭：テディ賞
- ドーヴィル映画祭：観客賞
- ドーヴィル映画祭：批評家賞ノミネート（ローズ・トローシュ）
- GLAADメディア賞：最優秀作品賞
- ゴッサム・インディペンデント映画賞：オープンパーム賞（ローズ・トローシュ）
- インディペンデント・スピリット賞：助演女優賞ノミネート（V・S・ブローディ）
- サンダンス映画祭：批評家賞ノミネート（ローズ・トローシュ）